# Bahnhof Dortmund Signal-Iduna-Park
Der Bahnhof Dortmund Signal-Iduna-Park – bis zum 9. Dezember 2006 Dortmund Westfalenhalle – ist ein Bahnhof in Dortmund in der Nähe des Westfalenstadions (seit Dezember 2005 offiziell Signal Iduna Park) und den Westfalenhallen. Um den An- und Abreiseverkehr bei Großveranstaltungen besser bewältigen zu können, besitzt der Bahnhof zwei Bahnsteige mit über 400 Metern Länge. Ihn nutzen täglich 1.300 Fahrgäste.

## Geschichte

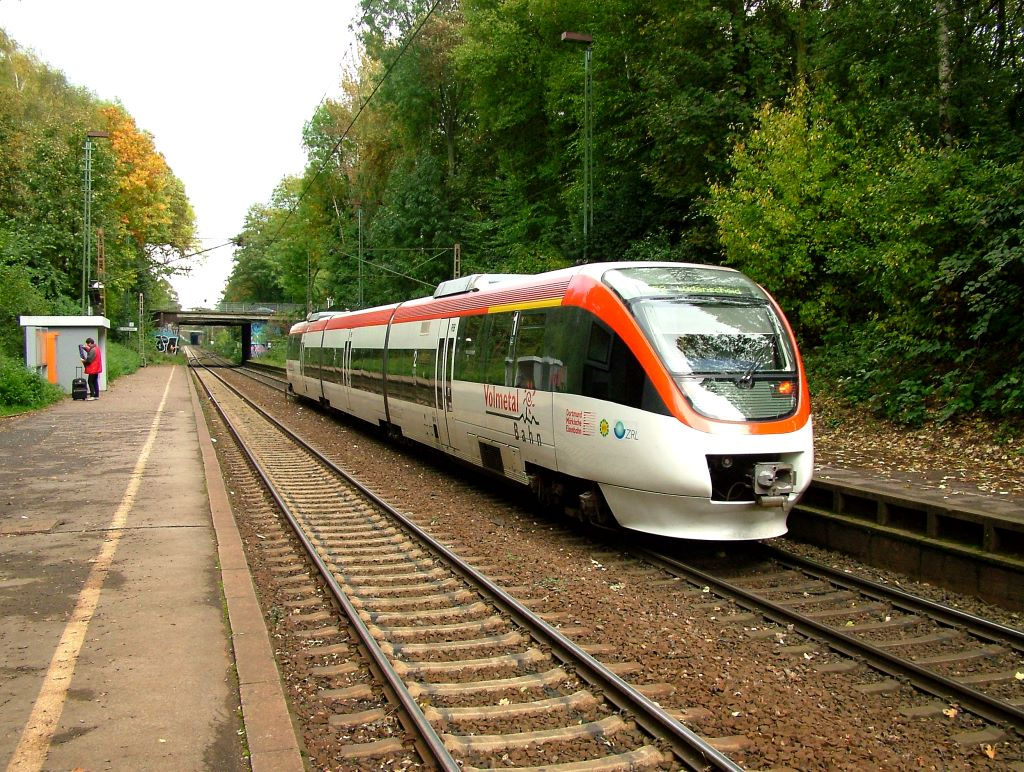
Der damalige Haltepunkt Dortmund Westfalenhalle vor dem Umbau mit einem Zug der Dortmund-Märkischen Eisenbahn, 2004

Der Bahnhof wurde 1952 zeitgleich mit der Neueröffnung der im Zweiten Weltkrieg zerstörten Westfalenhalle eröffnet. Fünf Jahre später wurde die Bahnstrecke Düsseldorf-Derendorf–Dortmund Süd mit einer neu erbauten Verbindungskurve östlich des Bahnhofs Westfalenhalle in die Soester Strecke eingefädelt und damit zum Hauptbahnhof anstelle des zuvor angefahrenen Südbahnhofs geführt. Zunächst wurde die Station betrieblich lediglich als Haltestelle (Haltepunkt mit angeschlossener Abzweigstelle) betrachtet, erst seit 2006 handelt es sich um einen Bahnhof. Als im Jahr 2005 das Westfalenstadion in Signal Iduna Park umbenannt wurde, erwarb der Sponsor auch die Namensrechte am Bahnhof, der seit dem 10. Dezember 2006 auch diesen Namen trägt. Zur Fußball-Weltmeisterschaft 2006 wurde der Bahnhof komplett umgebaut, erweitert und saniert. Ursprüngliche Pläne, den Bahnhof mit einer Stahl-Glas-Konstruktion zu überdachen, wurden aus Kostengründen verworfen.

## Bedienung
Die Station dient heute ausschließlich dem Regionalverkehr. Hier halten die Linien RB 52 (Dortmund–Lüdenscheid, Volmetalbahn), RB 53 (Dortmund–Iserlohn, Ardey-Bahn) und RB 59 (Dortmund–Soest, Hellwegbahn). Außerdem fährt der RE 57 (Dortmund–Winterberg/–Brilon Stadt, Dortmund-Sauerland-Express) durch. Neben dem regulären Linienverkehr verkehren hier regelmäßig Sonderzüge zu den Heimspielen des Fußballbundesligisten Borussia Dortmund und anderen Großveranstaltungen, bei denen dann auch der RE57 hält. Am Ostausgang liegt die Haltestelle Max-Planck-Gymnasium der DSW21-Buslinie 450.
| Linie | Linienbezeichnung/Linienverlauf | Takt                                             |
| ----- | --- | ------------------------------------------------ |
| RB 52 | Volmetal-Bahn: Dortmund Hbf – Dortmund Signal-Iduna-Park – Dortmund Tierpark – Dortmund-Kirchhörde – Dortmund-Löttringhausen – Wittbräucke – Herdecke – Hagen Hbf – Hagen-Oberhagen – Dahl – Rummenohl – Dahlerbrück – Schalksmühle – Lüdenscheid-Brügge – Lüdenscheid Stand: April 2024 | 60 min                                           |
| RB 53 | Ardey-Bahn: Dortmund Hbf – Dortmund Signal-Iduna-Park – Dortmund-Hörde – Dortmund-Aplerbeck Süd – Schwerte (Ruhr) – Schwerte-Ergste – Hennen – Kalthof (Kr Iserlohn) – Iserlohnerheide – Iserlohn Stand: Fahrplanwechsel Dezember 2023 | 30 min (werktags) 60 min (Wochenenden/Feiertage) |
| RB 59 | Hellweg-Bahn: Dortmund Hbf – Dortmund Signal-Iduna-Park – Dortmund-Hörde – Dortmund-Aplerbeck – Dortmund-Sölde – Holzwickede – Unna – Lünern – Hemmerde – Werl – Westönnen – Soest Stand: Fahrplanwechsel Dezember 2023 | 30 min (werktags) 60 min (sonn- und feiertags)   |
| RE 57 | Dortmund-Sauerland-Express: Dortmund Hbf – (Dortmund Signal-Iduna Park)* – Dortmund-Hörde – (Dortmund Aplerbeck Süd – Schwerte)* – Fröndenberg – Wickede (Ruhr) – Neheim-Hüsten – Arnsberg (Westf) – Oeventrop – Freienohl – Meschede – Bestwig Linienast 1: – Olsberg – Brilon Wald – Hoppecke – Messinghausen – Beringhausen – Bredelar – Marsberg – Westheim (Westf) – Scherfede – Warburg (Westf) Linienast 2: – Bigge – Siedlinghausen – Silbach – Winterberg (Westf) Linienast 3: – Olsberg – Brilon Wald – Brilon Stadt * Halt abends Stand: Fahrplanwechsel Dezember 2024 | bei Heimspielen                                  |

Außer den beiden Namensgebern des Bahnhofs, den Westfalenhallen und dem Westfalenstadion, befinden sich in der Nähe auch das Stadion Rote Erde, der Westfalenpark und das Naturschutzgebiet Bolmke.